# Alvik (Stoccolma)
Alvik è un'area residenziale situata nella zona occidentale di Stoccolma, e situata all'interno della circoscrizione di Bromma.
È collegata al centro cittadino dall'omonima stazione della metropolitana (inaugurata il 26 ottobre 1952) e uno dei capolinea della linea verde. Si tratta di un importante snodo di traffico, in quanto sono qui presenti anche collegamenti per le ferrovie tranviarie Nockebybanan (che collega Alvik col quartiere di Nockeby) e Tvärbanan (che collega Alvik con la zona di Sickla udde e con Solna, respettivamente a sud e a nord della capitale).
Nei pressi della stazione è inoltre presente un piccolo centro commerciale.